# Dyskografia Tricka Daddy’ego
Dyskografia Tricka Daddy’ego zawiera osiem studyjnych nagrań i listę singli.

## Albumy
| Rok  | Tytuł | Pozycja | Pozycja  | Pozycja  | RIAA Certyfikacje |
| Rok  | Tytuł | U.S.    | U.S. R&B | U.S. Rap | RIAA Certyfikacje |
| ---- | --- | ------- | -------- | -------- | ----------------- |
| 1997 | Based on a True Story - Pierwszy studyjny album - Wydany: 29 lipca, 1997 - Wytwórnia: Warlock Records/Slip-n-Slide Records                        | —       | 59       | *        |                   |
| 1998 | www.thug.com - Drugi studyjny album - Wydany: 22 września, 1998 - Wytwórnia: Warlock Records/Slip-n-Slide Records                                 | 30      | 7        | *        | Złoto             |
| 2000 | Book of Thugs: Chapter AK Verse 47 - Trzeci studyjny album - Wydany: 15 lutego, 2000 - Wytwórnia: Slip-n-Slide Records/Atlantic Records           | 26      | 8        | *        | Złoto             |
| 2001 | Thugs Are Us - Czwarty studyjny album - Wydany: 20 marca, 2001 - Wytwórnia: Slip-n-Slide Records/Atlantic Records                                 | 4       | 2        | *        | Platyna           |
| 2002 | Thug Holiday - Piąty studyjny album - Wydany: 6 sierpnia, 2002 - Wytwórnia: Slip-n-Slide Records/Atlantic Records                                 | 6       | 2        | *        | Złoto             |
| 2004 | Thug Matrimony: Married to the Streets - Szósty studyjny album - Wydany: 26 października, 2004 - Wytwórnia: Slip-n-Slide Records/Atlantic Records | 2       | 1        | 1        | Złoto             |
| 2006 | Back by Thug Demand - Siódmy studyjny album - Wydany: 19 grudnia, 2006 - Wytwórnia: Slip-n-Slide Records/Atlantic Records                         | 48      | 10       | 5        |                   |
| 2009 | Finally Famous: Born a Thug, Still a Thug - Ósmy studyjny album - Wydany: 15 września, 2009 - Wytwórnia: Dunk Ryders Records                      | 34      | 9        | 6        |                   |

## Single

### Solo single
| Rok  | Tytuł                                                        | Pozycja      | Pozycja  | Pozycja  | Album                                     |
| Rok  | Tytuł                                                        | U.S. Hot 100 | U.S. R&B | U.S. Rap | Album                                     |
| ---- | ------------------------------------------------------------ | ------------ | -------- | -------- | ----------------------------------------- |
| 1997 | „Based on a True Story, Pt. 1"/"Based on a True Story Pt. 2” | –            | –        | –        | Based on a True Story                     |
| 1998 | „Nann Nigga” (featuring Trina)                               | 62           | 20       | 3        | www.thug.com                              |
| 1999 | „Shut Up”                                                    | 83           | 25       | 20       | Book of Thugs: Chapter AK Verse 47        |
| 2001 | „Take It to da House” (featuring Trina & The SNS Express)    | 88           | 23       | 20       | Thugs Are Us & Osmosis Jones O.S.T.       |
| 2001 | „I'm a Thug”                                                 | 17           | 8        | 16       | Thugs Are Us                              |
| 2002 | „In da Wind”                                                 | 70           | 2        | 1        | Thug Holiday                              |
| 2002 | „Thug Holiday”                                               | 87           | 40       | 20       | Thug Holiday                              |
| 2004 | „Let’s Go” (featuring Lil Jon & Twista)                      | 7            | 10       | 4        | Thug Matrimony: Married to the Streets    |
| 2005 | „Sugar (Gimme Some)” (featuring Cee-Lo, Ludacris & Lil Kim)  | 20           | 36       | 12       | Thug Matrimony: Married to the Streets    |
| 2006 | „Bet That” (featuring Chamillionaire & Gold Rush)            | 104          | 66       | –        | Back by Thug Demand                       |
| 2007 | „Tuck Ya Ice” (featuring Birdman)                            | –            | 90       | –        | Back by Thug Demand                       |
| 2009 | „Why They Jock” (featuring Ice „Billion” Berg & Murk Camp)   | –            | –        | –        | Finally Famous: Born a Thug, Still a Thug |

### Gościnnie na singlach
| Rok  | Utwór                                                                                                 | U.S. Hot 100 | U.S. R&B | U.S. Rap | Album                |
| ---- | --- | ------------ | -------- | -------- | -------------------- |
| 2004 | „What's Happ'nin'” (Ying Yang Twins featuring Trick Daddy)                                            | 30           | 24       | 9        | Me & My Brother      |
| 2006 | „Born-N-Raised” (DJ Khaled featuring Trick Daddy, Pitbull, & Rick Ross)                               | —            | 83       | —        | Listenn... the Album |
| 2007 | „I’m So Hood” (DJ Khaled featuring T-Pain, Trick Daddy, Rick Ross, & Plies)                           | 19           | 9        | 5        | We the Best          |
| 2008 | „Out Here Grindin'” (DJ Khaled featuring Akon, Rick Ross, Plies, Lil Boosie, Ace Hood, & Trick Daddy) | 38           | 32       | 17       | We Global            |